# درآمد پایه جهانی در هلند
موضوع درآمد پایه جهانی در دستور کار سیاسی هلند بین اواسط دهه ۱۹۷۰ و اواسط دهه ۱۹۹۰ اهمیت پیدا کرد، اما در طول پانزده سال گذشته از دستور کار سیاسی ناپدید شده است.

## تاریخچه

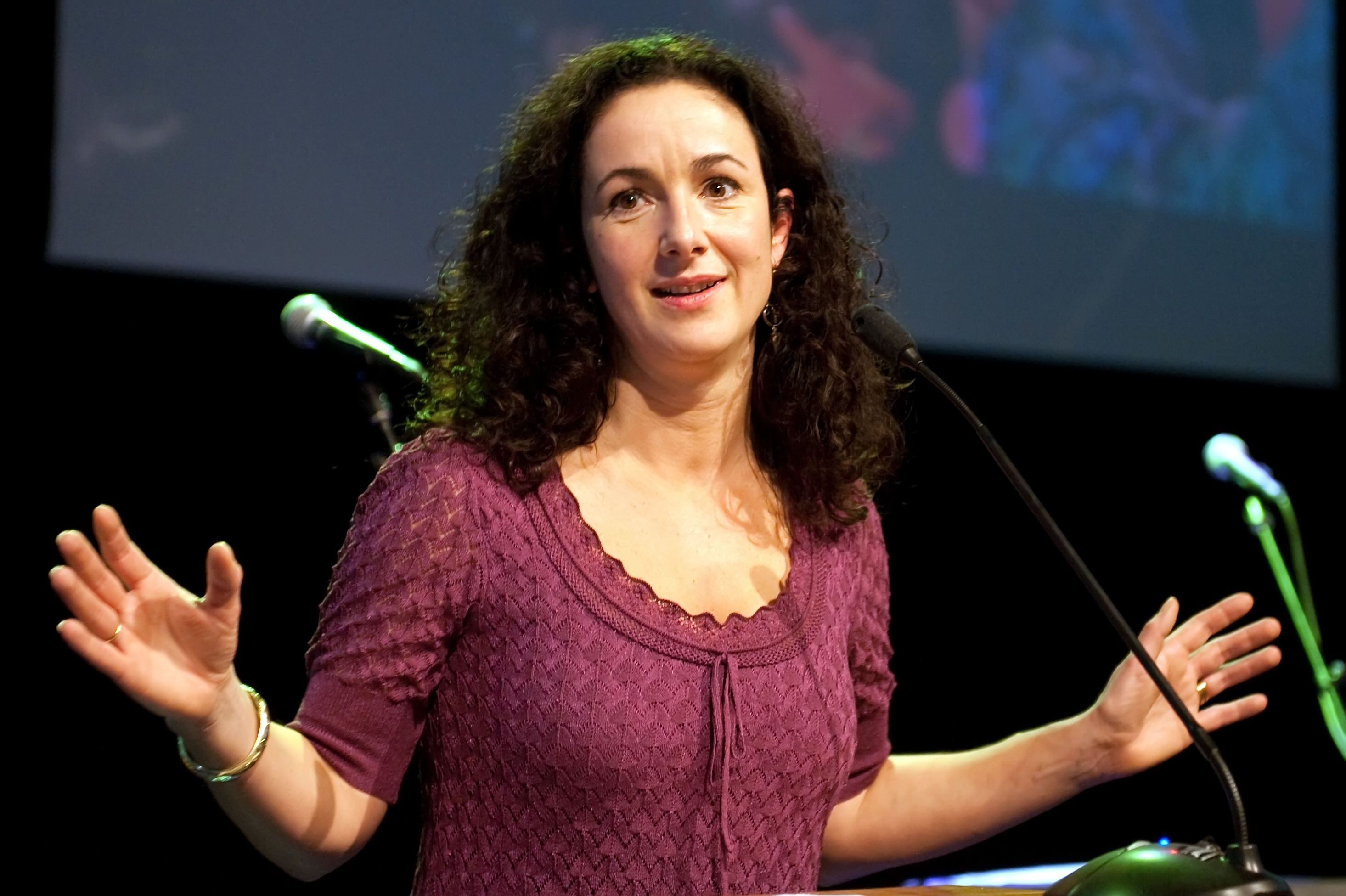
فمکه هالسما در سال ۲۰۱۰

بحث سیاسی در مورد درآمد پایه در سال ۱۹۷۵ توسط لئو یانسن، نماینده حزب مترقی سیاسی مسیحی رادیکال‌ها (PPR) و استاد دانشگاه Vrije, J. P. Kuiper، آغاز شد. در سال ۱۹۷۷ این موضوع در اعلامیه‌های انتخاباتی PPR گنجانده شد. این ایده همچنین توسط چندین اتحادیه کارگری کوچکتر فدراسیون اتحادیه‌های کارگری هلند تأیید شد.